# Nephodia cenagosa
Nephodia cenagosa là một loài bướm đêm trong họ Geometridae.